# 徐云飞
徐云飞，男，中共黨員，武警少將警銜，中共二十大代表。

## 生平
歷任武警部队政治工作部组织局局长、武警江西省总队政委等職務。